# Salpinga
Salpinga là chi thực vật có hoa trong họ Mua.